# Sẻ đồng Bắc Mỹ
Sẻ đồng Bắc Mỹ (Anthus rubescens) là một loài chim trong họ Motacillidae.
Sẻ đồng Bắc Mỹ được tìm thấy ở hai bên của bắc Thái Bình Dương. Loài này đã được miêu tả lần đầu bởi Marmaduke Tunstall trong ấn bản của ông năm 1771 Ornithologia Britannica. Trước đây nó được phân loại là một dạng của sẻ đồng nước.
Bụng hơi trắng, mỏ và chân màu đen. 
Cả hai phân loài của loài này đều là loài di trú. Chúng trú đông ở bờ Thái Bình Dương của Bắc Mỹ, và ở bờ Đại Tây Dương từ phía nam Hoa Kỳ đến Trung Mỹ.

## Phân loài
- A. r. rubescens (Tunstall, 1771)
- A. r. japonicus